# وایبرسبرون
وایبرسبرون (به آلمانی: Weibersbrunn) یک شهر در آلمان است که در آشافنبورگ واقع شده‌است. وایبرسبرون ۲٬۰۹۱ نفر جمعیت دارد.